# Galáxia irregular anã
Uma galáxia irregular anã é um sistema estelar autogravitante que possui luminosidade menor ou da ordem de 108 luminosidades solares e aparente ausência de estrutura ou uniformidade.
Esta classe morfológica é representada pela sigla dIrr ou dI, em esquemas de classificação galáctica.

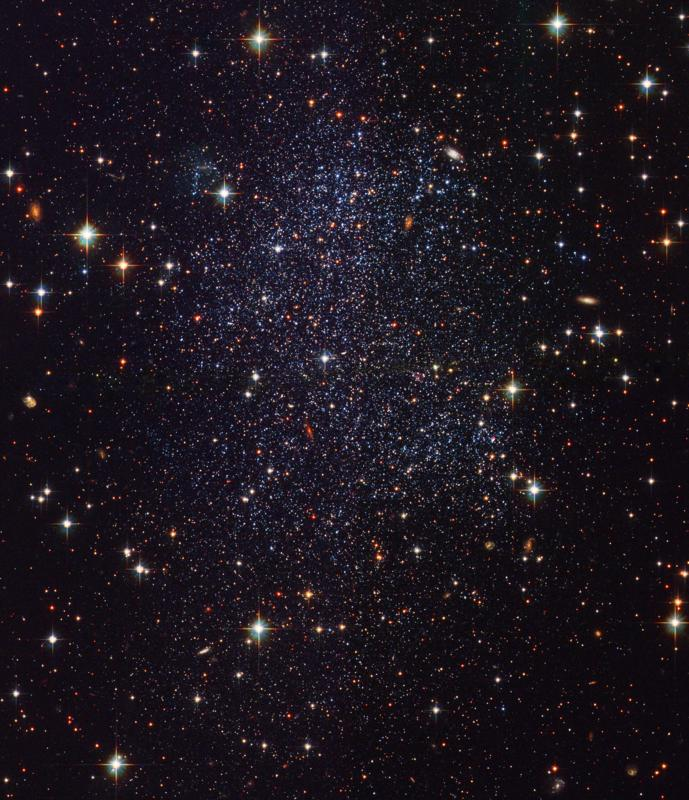
Galáxia irregular anã Sagittarius

Galáxias deste tipo apresentam uma grande quantidade de gás e uma população estelar predominantemente jovem, embora também existam estrelas muito velhas. As estrelas jovens encontram-se em regiões de formação estelar distribuídas assimetricamente pela galáxia. Essa é a principal causa da aparente forma irregular da galáxia, uma vez que a população estelar velha, que contribui minoritariamente para a luz emitida, apresenta uma distribuição bem mais homogênea, similar a de uma esferoidal anã.
A composição química desses sistemas é consideravelmente pobre em elementos pesados. Isso faz com que sejam sistemas de grande interesse para a compreensão da evolução do Universo, pois devem assemelhar-se às galáxias que se teriam inicialmente formado após o Big Bang.